# Złoty kapelusz

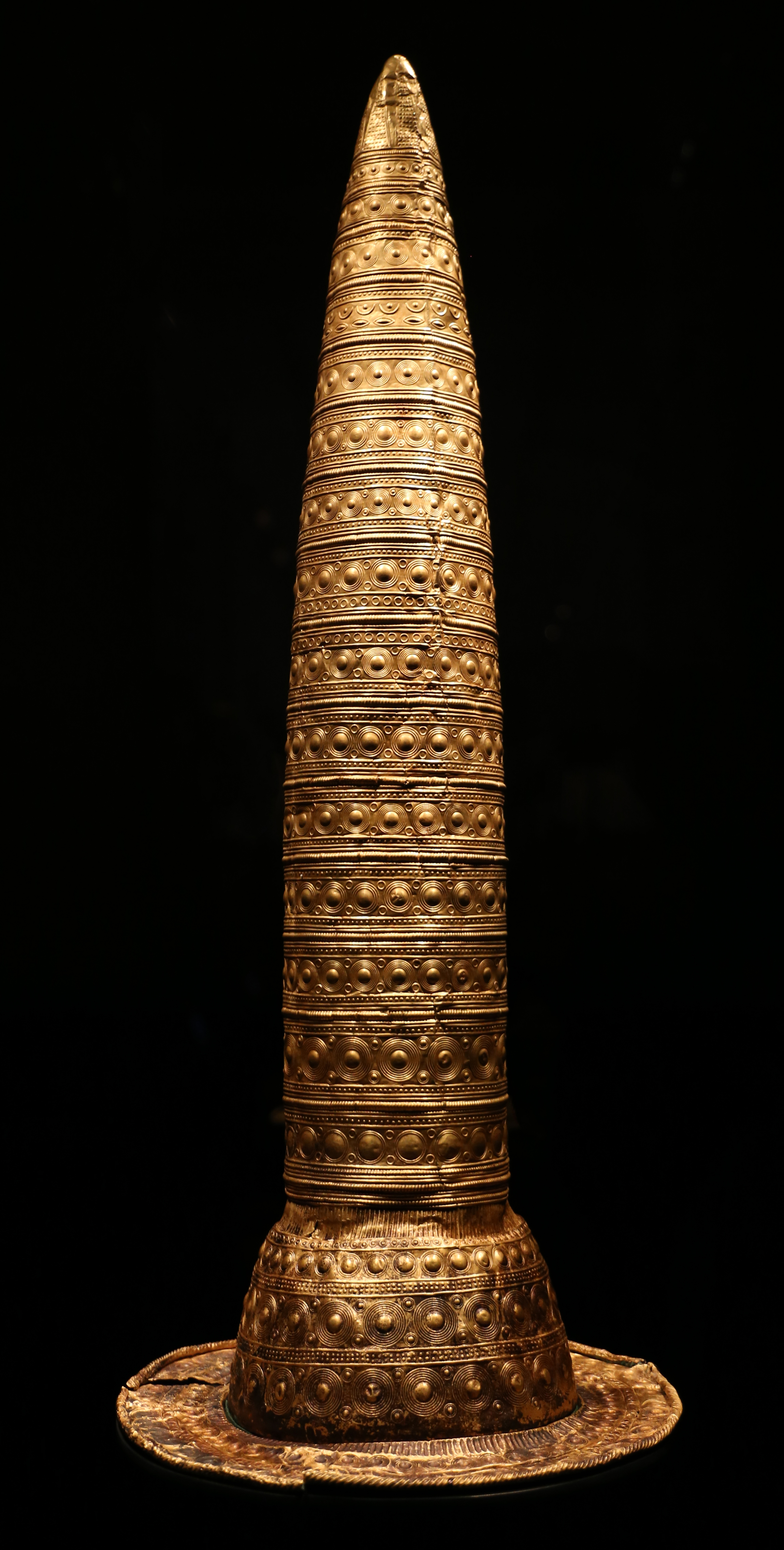
Berliński „złoty kapelusz” („Goldhut”)

Złoty kapelusz – nazwa, jaką współcześnie określa się cztery obiekty wykonane ze złota, w kształcie przypominające kapelusze, pochodzące z epoki brązu.
Najstarszy z nich, w całości wykonany ze złota (stop 86,37% Au), pochodzący z ok. 1400 r. p.n.e., znaleziono w polu w pobliżu miejscowości Schifferstadt koło Spiry w 1835 roku. Drugi to berliński „Goldhut” wysoki na 74,5 cm, z 89,7% stopu złota. Trzeci to „Goldblechkegel von Ezelsdorf-Buch” z Frankonii, znajdujący się w muzeum w Norymberdze, 88,5-centymetrowej wysokości, ze stopu złota 88,3%, znaleziony w piasku pod kilkucentymetrową warstwą leśnej ziemi. Czwarty odnaleziono w miejscowości Avanton koło Poitiers (Francja).
Były prawdopodobnie wykorzystywane do obrzędów rytualnych, ku czci Słońca jako insygnia bogów lub kapłanów. Zdobione symbolami, wzorami i jakby napisami, być może były kalendarzami solarnymi i faz księżyca, albo były podstawą wiedzy astronomicznej, dzięki któremu można było na przykład przewidzieć zaćmienia Słońca.